# Det nye sker...
|  | Denne artikel er oprettet af botten Steenthbot ud fra en ekstern database. Den kan derfor have sproglige fejl eller mangler. Denne skabelon kan fjernes efter kontrol af indholdet. |

Det nye sker... er en dansk portrætfilm fra 2005 instrueret af Anne Lea Landsted.

## Handling
Carl Scharnberg blev født i et fattigt arbejderhjem i Sønderjylland. Som ganske ung drog han ud i efterkrigstidens Europa. Oplevelserne kom til at præge hans videre liv. I 1960'erne tog han initiativ til Kampagnen mod Atomvåben, han var aktiv i kampen mod USA's krig i Vietnam, ligesom han tog aktivt del i 1970'ernes og 80'ernes fredsbevægelser. Også børnenes liv optog ham: I 1968 var han drivkraften i oprettelsen af "Børnenes jord" i Vrå. Samme år udsendte han det første nummer af "Uofficielle synspunkter" - tekster, digte og grafiske tryk, der skule påvirke den offentlige debat. På hvert tryk skrev han: "Eftertryk ses gerne!"